# مقاطعة ويلر (جورجيا)
مقاطعة ويلر (بالإنجليزية: Wheeler County)‏ هي إحدى المقاطعات في ولاية جورجيا في الولايات المتحدة الأمريكية.